# Софроний (Липали)
Архиепископ Софроний (рум. Arhiepiscop Sofronie, в миру Сергей Липали, рум. Serghei Lipali; род. 1958, Каркалиу, жудец Тулча, Румыния) — епископ Русской православной старообрядческой церкви в Румынии, архиепископ США, Канады и Австралии (с 1996), иконописец.

## Биография
Родился в 1958 году в селе Каркалиу, в Румынии, а в 1991 году переехал в США.
14 октября 1995 года был рукоположен сан диакона, а 4 марта 1996 года в сан иерея.
25 февраля 1996 года в храме старообрядческого мужского монастыря в селе Слава-Русэ рукоположен в сан епископа для окормления старообрядцев в США (Аляска и Орегон) и Австралии. Хиротонию совершили: епископ Леонид (Самуилов) и епископ Афанасий (Дионисие) при участии 20 священников и диаконов.